# Chiesa dell’Angelo Custode (Tirano)

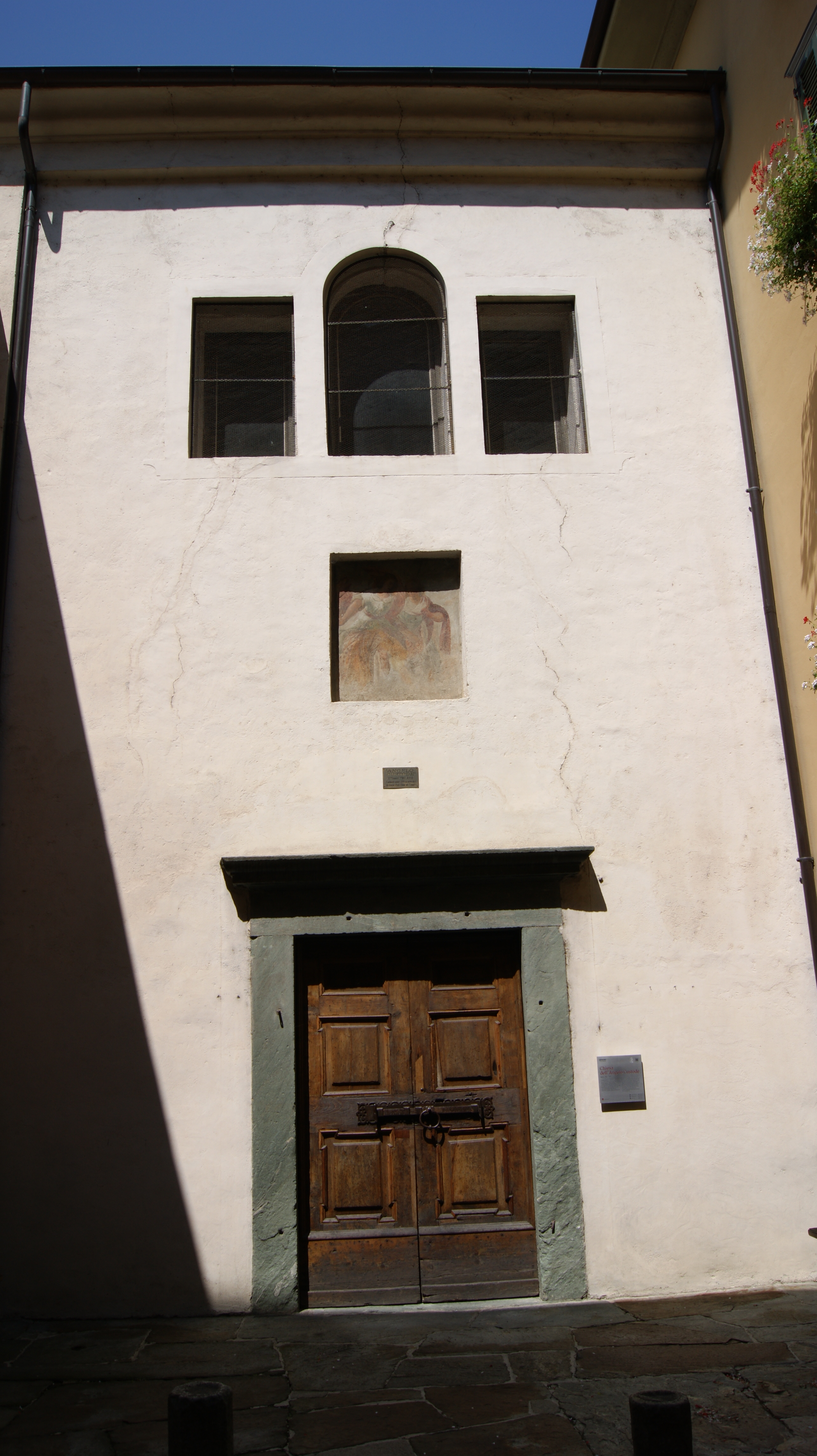
Chiesa dell’Angelo Custode (Schutzengelkirche)

Chiesa dell’Angelo Custode (deutsch Schutzengelkirche), auch Venosta-Kapelle oder Chiesetta degli Angeli Custodi genannt, ist eine römisch-katholische Kirche im Ortszentrum von Tirano in der italienischen Provinz Sondrio, Region Lombardei. Die Kirche gehört zur Kirchenregion Lombardei, dem Bistum Como, und ist den Schutzengeln gewidmet.
Die Chiesa dell’Angelo Custode ist baulich ein Teil des Palazzo Visconti Venosta und steht in der Via Visconti Venosta. Die Kirche liegt auf etwa 451 m. ü. M. nicht weit von der Adda am Rande der Altstadt in der Nähe des Porta Bormina. Die Kirche war ein privates Gotteshaus der Venosta-Familie und wurde im 15. Jahrhundert erbaut, und im späten 17. Jahrhundert und 19. Jahrhundert wesentlich umgebaut. Der Holzaltar aus dem 19. Jahrhundert wurde vom taubstummen Maler Felice Carbonera (Veltlin) geschaffen.